# Eye of the Beholder 3: Assault on Myth Drannor
Eye of the Beholder 3: Assault on Myth Drannor ist, nach Eye of the Beholder und Legende von Darkmoon, der Abschluss der Rollenspiel-Trilogie des amerikanischen Publishers SSI. Es basiert wie die Vorgänger auf dem Rollenspiel-Regelwerk Advanced Dungeons & Dragons, wurde aber nicht mehr von den Westwood Studios, sondern von SSI intern entwickelt. Es erschien zunächst 1993 für DOS und wurde später auch auf PC-98 portiert.

## Handlung
Die Handlung ist sehr rudimentär und losgelöst von den Vorgängern. Nach dem Sieg über Dran Draggore im Vorgänger, werden die Helden von einem mysteriösen Mann in der Taverne angesprochen. Er bittet sie, die Ruinenstadt Myth Drannor aus dem Würgegriff des Lich Acwellan zu befreien. Dafür müssen sie an einen Kodex aus seinem Besitz gelangen. Der Fremde teleportiert sie bis kurz vor die Tore der Stadt.

## Entwicklung
Der ursprüngliche Entwickler Westwood Associates stimmte 1992 einem Übernahmeangebot von Virgin Interactive zu, unter anderem um sich wegen der steigenden Entwicklungskosten und Risiken für unabhängige Studios besser zu positionieren. Weil die Spielereihe nach dem nachlassenden Erfolg der Gold-Box-Titel für SSI eine wichtige Einnahmequelle war, übernahm der Publisher die Entwicklung der Fortsetzung kurzerhand selbst, während Westwood das sehr ähnliche Lands of Lore entwickelte und auch im selben Jahr wie Assault on Myth Drannor veröffentlichte.
Zur Programmerstellung nutzte SSI seine eigenentwickelte AESOP/16-Engine, die allerdings hohe Leistungsanforderungen an den ausführenden Computer stellte. Sie ermöglichte zwar größere Spielareale, litt bei Veröffentlichung aber auch unter großen Performanceproblemen, insbesondere bei der Speicherverwaltung. Zur einfacheren Bedienung wurde ein All-Attack-Button eingeführt, der alle Charaktere gleichzeitig einen Angriff ausführen lässt. Stangenwaffen und Waffen mit längerem Schaft konnten nun auch aus der zweiten Reihe heraus eingesetzt werden. SSI legte dem Handbuch außerdem eine Kurzgeschichte von Ed Greenwood mit dem Titel Moonrise over Myth Drannor bei.
Das Cover der Verpackung zeigt einen Ausschnitt aus dem Bild Gods Of Lankhmar von Keith Parkinson.

## Rezeption
Im Vergleich zu den Vorgängern fielen die Kritiken ablehnender aus.

„[…] Eye of the Beholder ist leider nur noch Einsteigern, die auf Automapping und eine komplexe Story verzichten können, oder alten Veteranen ans Herz zu legen. Es ist solide und ohne jeden Firlefanz.“

„Overall then, Assault on Myth Drannor is a disappointment. While a few much-needed improvements have been made, they aren't enough to balance out the rest of the game. Deficient in graphics and sound effects, monotonous in parts (especially the forest), and with a final confrontation, that is more fizzle than sizzle. EOB III just doesn't stack up against the previous two games. What started as a series with great promise has, alas, ended on a mediocre note“

„Zusammenfassend gesehen, ist Assault on Myth Drannor eine Enttäuschung. Während einige wenige dringend notwendige Verbesserungen gemacht wurden, wiegen sie nicht den Rest des Spiels auf. Mangelhafte Grafik und Soundeffekte, monotone Spielabschnitte (besonders der Wald) und ein Finalkampf, der mehr Schein als Sein ist. EOB 3 kann einfach nicht an die vorherigen beiden Spielen anschließen. Was als eine vielversprechende Serie begann, endet nun leider auf einer mittelmäßgen Note.“

Während Allen Rausch den Vorgänger noch als klassisches Beispiel dafür bezeichnete, dass ein Entwickler die Reaktionen und Kritiken zur Verbesserung des Spiels genutzt habe, so nennt er Assault on Myth Drannor dagegen als beispielhaft für einen schnell produzierten seelenlosen Nachfolger. Die größeren Level ohne Automapping und der angehobene Schwierigkeitsgrad hätten die ausgewogene Balance des Vorgängers zunichtegemacht. Mit seiner uninspirierten Erzählung sei das Spiel außerdem zu einem ideenlosen Hack & Slay verkommen.
Die Verkaufszahlen fielen mit rund 50.000 verkauften Exemplaren etwa 60 Prozent geringer aus als bei Eye of the Beholder und rund ein Drittel geringer als bei Legende von Darkmoon. Hinweise, wonach SSI weitergehende Pläne für die Reihe gehabt hätte, gibt es nicht. Die Verkaufsbox titelte mit dem „Grand Finale“ und anders als beim Vorgänger wurde kein finaler Spielstand gespeichert, mithilfe dessen die Heldengruppe in einem Nachfolgespiel hätte importiert werden können. Lediglich die Engine kam in dem Ende 1993 erschienenen rogueähnliches Hack ’n’ Slay Dungeon Hack – allerdings mit zufallsgenerierten Leveln – noch einmal zum Einsatz.